# جبل بركوك
جبل بركوك، من مساكن قبيلة بني شهر يقع في الجنوب الشرقي من محافظة بارق على دائرة عرض 18.49.40 وخط طول 42.6.35. ويحده من الشمال وادي بقرة وجنوبا وادي ملوح ووادي الغيل وقرية الطوارف ومن الغرب بارق وشرقا وادي دما يبلغ ارتفاع جبل بركوك عن سطح البحر 1922 متر.

## سبب التسمية
اختلف الجميع على سبب التسمية، فمنهم من يقول أنه لكثرة شجر البرك داخل الجبل، ومنهم من يقول أنه بسبب مكانه بين تهامة والحجاز مثل الجمل البارك أي الجالس.

## مناخ جبل بركوك
معتدل مائل للبرودة في فصل الصيف وشديد البرودة في فصل الشتاء.
ومن الأشعار التي قيلت فيه على لحن "الخطوة"
ودي اني مع النحال واطلع جبل بركوك وأمسي بهالليل
واني ادعوك يالخلاق لاهبت رزقي عند ناس بهالليل

## قرى جبل بركوك
- هده
- الثبت
- الشفا
- الجاره
- حذان
- الجرب
- الصدرة
- وقفه
- المدان
- قرن حمده
- اليمانية